# 호스피털리티 클럽

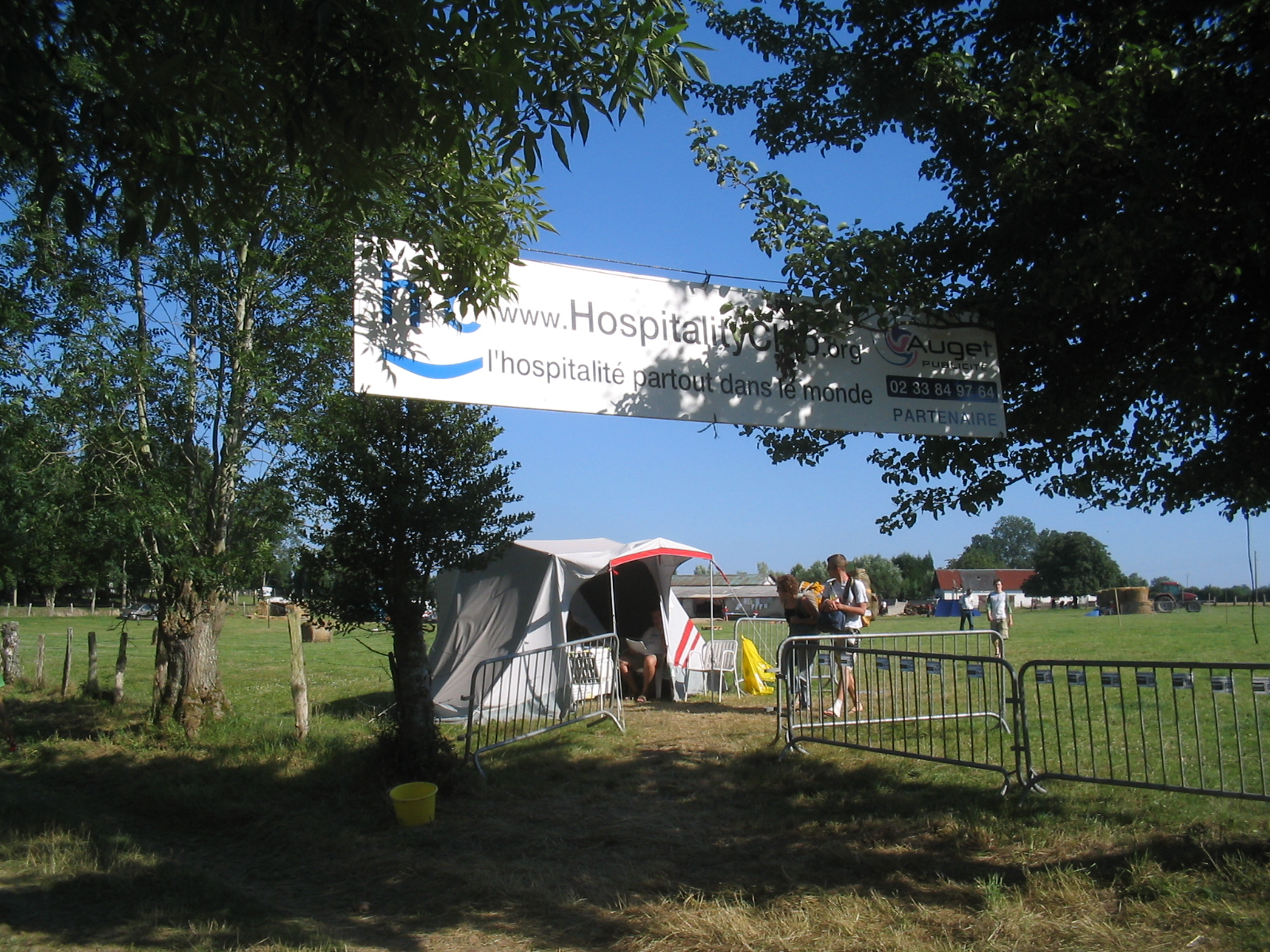
호스피털리티 클럽 현수막 (프랑스, 2005년 7월 사진)

호스피털리티 클럽(Hospitality Club, HC)은 웹사이트를 통해 접속할 수 있는 숙박 교환 서비스(호스트가 숙박 비용을 청구할 수 없는 홈스테이를 찾는 선물 경제 네트워크)였다. HC의 구체적인 목표는 "문화 간 이해, 사람들을 하나로 모으는 것, 여행자와 현지인"을 촉진하는 것이었다.

## 안전 조치
호스피털리티 클럽에는 회원들이 다른 사람들에게 추천을 남기는 평판 시스템이 있었다. 추가적인 안전을 위해 회원들은 서로의 여권을 확인하도록 권장받았지만, 그런 일은 거의 일어나지 않았다.